# José María Arancibia
José María Arancibia (* 11. April 1937 in Buenos Aires) ist emeritierter Erzbischof von Mendoza.

## Leben
José María Arancibia empfing am 22. September 1962 die Priesterweihe.
Papst Johannes Paul II. ernannte ihn am 26. Februar 1987 zum Titularbischof von Pumentum und zum Weihbischof in Córdoba. Die Bischofsweihe spendete ihm der Erzbischof von Córdoba, Raúl Francisco Kardinal Primatesta, am 28. Mai desselben Jahres; Mitkonsekratoren waren Estanislao Esteban Karlic, Koadjutorerzbischof von Paraná, und Omar Félix Colomé, Bischof von Cruz del Eje.
Am 13. Februar 1993 wurde er zum Koadjutorerzbischof von Mendoza ernannt und am 28. Mai desselben Jahres in das Amt eingeführt. Mit der Emeritierung Cándido Genaro Rubiolos folgte er diesem am 25. März 1996 im Amt des Erzbischofs von Mendoza nach.
Am 10. November 2012 nahm Papst Benedikt XVI. sein aus Altersgründen vorgebrachtes Rücktrittsgesuch an.